# Aubin (Pyrénées-Atlantiques)
Aubin ist eine französische Gemeinde mit 266 Einwohnern (Stand 1. Januar 2022) im Département Pyrénées-Atlantiques in der Region Nouvelle-Aquitaine (vor 2016: Aquitanien). Die Gemeinde gehört zum Arrondissement Pau und zum Kanton Terres des Luys et Coteaux du Vic-Bilh (bis 2015: Kanton Thèze).
Die Einwohner werden Aubinois und Aubinoises genannt.

## Geographie
Aubin liegt ca. 20 km nördlich von Pau in der Region Vic-Bilh des Béarns.
Umgeben wird der Ort von den Nachbargemeinden:
|       |                                             |              |
| Momas | Kompassrose, die auf Nachbargemeinden zeigt | Bournos      |
|       | Uzein                                       | Caubios-Loos |

Aubin liegt im Einzugsgebiet des Adour. Der Luy de Béarn trennt das Gebiet der Gemeinde von der Nachbargemeinde Uzein. Einer seiner Zuflüsse, der Gez, fließt an der nördlichen Grenze des Ortsgebiets, ein anderer Nebenfluss, der Aubiosse, durchquert Aubin.

## Geschichte
Zu Beginn des 11. Jahrhunderts schenkte Angéla, Ehefrau des Vizegrafen Centulle III., Dorf und Kirche dem Abt von Lescar, der daraufhin den Zehnt erhob und die Rechtsprechung ausgeübte.
Der Ort ist 1101 das erste Mal als Sanctus Genumer de Albii im Kopialbuch von Lescar erwähnt, im 13. Jahrhundert als Elben in den fors de Béarn, eine Sammlung von amtlichen Texten der Vizegrafschaft von Béarn. Im Jahre 1385 werden bei einer Volkszählung 17 Haushalte gezählt und vermerkt, dass das Dorf in der Bailliage von Pau liegt.

### Einwohnerentwicklung
Nach dem Höhepunkt von 382 Einwohnern in den 1830er Jahren ist die Zahl bis zu den 1970er Jahren stetig um insgesamt mehr als 70 % gesunken. Dieser Trend hat sich in den folgenden Jahren durch die florierende Landwirtschaft umgekehrt und die Einwohnerzahl hat sich seitdem wieder mehr als verdoppelt.
| Jahr      | 1962 | 1968 | 1975 | 1982 | 1990 | 1999 | 2006 | 2009 | 2014 |
| --------- | ---- | ---- | ---- | ---- | ---- | ---- | ---- | ---- | ---- |
| Einwohner | 115  | 113  | 110  | 159  | 199  | 183  | 214  | 252  | 236  |

## Sehenswürdigkeiten
- Kirche Saint-Germain-d’Auxerre, gewidmet Germanus von Auxerre, um 1150 im romanischen Stil erbaut. Das Eingangsportal ist ein Beispiel romanischer Architektur mit seinem kaum hervorspringenden Avantcorps und seiner Archivolte mit zwei Wölbungen. Die innere Wölbung ruht auf figürlichen Kapitellen und Abakussen, die in ihren Winkeln mit Tierfiguren verziert sind. Das Tympanon aus weißem Marmor trägt ein Christusmonogramm. Unterhalb sind die Konsolen in Form eines Pferdekopfes und eines Hundekopfes ausgestaltet. Der Portalvorbau, der Kirchturm, die südliche Pforte und das nördliche Seitenschiff stammen aus dem 18. und 19. Jahrhundert. Die Ausstattung der Kirche enthält viele Objekte, die als nationale Kulturgüter registriert sind, und stammt im Allgemeinen aus dem 19. Jahrhundert mit Ausnahme des Lesepults aus dem 18. Jahrhundert.[7]
- Wehranlage Castetbielh. Sie stammt aus dem Hochmittelalter mit einem Durchmesser von ca. 50 m und war von einer Wehrmauer mit Böschungen und Graben umrundet.[8]

## Wirtschaft und Infrastruktur

### Verkehr
Aubin wird durchquert von den Routes départementales 210 und 216 und von der Autoroute A65 (Autoroute de Gascogne), von der allerdings keine direkte Ausfahrt zum Ort führt.